# Ensjön
Ensjön is een plaats in de gemeente Norrköping in het landschap Östergötland en de provincie Östergötlands län in Zweden. De plaats heeft 320 inwoners (2005) en een oppervlakte van 23 hectare. De plaats wordt grotendeels omringd door bos en grenst aan het gelijknamige meer Ensjön. De stad Norrköping ligt maar iets ten noorden en ten oosten van het dorp.